# Alexei Wjatscheslawowitsch Pastuchow
Alexei Wjatscheslawowitsch Pastuchow (russisch Алексей Вячеславович Пастухов, englische Transkription: Alexey Pastukhov, * 28. Juni 1989 in Moskau) ist ein russischer Beachvolleyballspieler.

## Karriere
Pastuchow spielte von 2006 bis 2009 an der Seite von Sergei Kostjuchin und Alexander Licholetow auf mehreren Jugend- und Juniorenmeisterschaften. Mit Kostjuchin gewann er 2009 bei der U21-Weltmeisterschaft im englischen Blackpool die Bronzemedaille. 2010 spielte Pastuchow mit Konstantin Semjonow auf der FIVB World Tour, ohne vordere Platzierungen zu erreichen. Mit Juri Bogatow gewann er 2011 das CEV-Satellite-Turnier in Anapa. Mit Licholetow war er 2011 auf der World Tour aktiv. Pastuchow/Licholetow nahmen auch an der Weltmeisterschaft in Rom teil, bei der sie sieglos nach der Vorrunde ausschieden. Nach einer Spielpause 2012 spielte Pastuchow 2013 auf der World Tour mit Maxim Chudjakow, Juri Bogatow und Wjatscheslaw Krassilnikow, mit dem er beim FIVB Open Turnier in Anapa Platz drei erreichte. Bei der Europameisterschaft in Klagenfurt erreichten Pastuchow/Bogatow als Gruppenzweite die KO-Runde, in der sie gegen das türkische Duo Şekerci/Giginoğlu ausschieden.